# Blanc comme neige (2010)
Blanc comme neige is een Franse thriller uit 2010, geregisseerd door Christophe Blanc

## Verhaal
Maxime (François Cluzet) heeft schijnbaar alles om gelukkig te zijn : hij runt zijn eigen zaak in luxewagens, hij is getrouwd met de jonge en ravissante Michèle (Louise Bourgoin) en woont in een comfortabele villa. Alles verandert wanneer Simon (Bouli Lanners), zijn zakenpartner, wordt vermoord door een bende gangsters. Om de rekening te vereffenen met deze bende doet Maxime beroep op zijn broers, die ervaring hebben met dit soort werk. Maar hun interventie blijkt een echt fiasco en Maxime en zijn familie worden in een steeds meer uitzichtloze situatie gestort. 